# Kazuki Ganaha
Kazuki Ganaha (japonsko 我那覇 和樹), japonski nogometaš, * 26. september 1980.
Za japonsko reprezentanco je odigral 6 uradnih tekem.